# Gregorius Stannarius

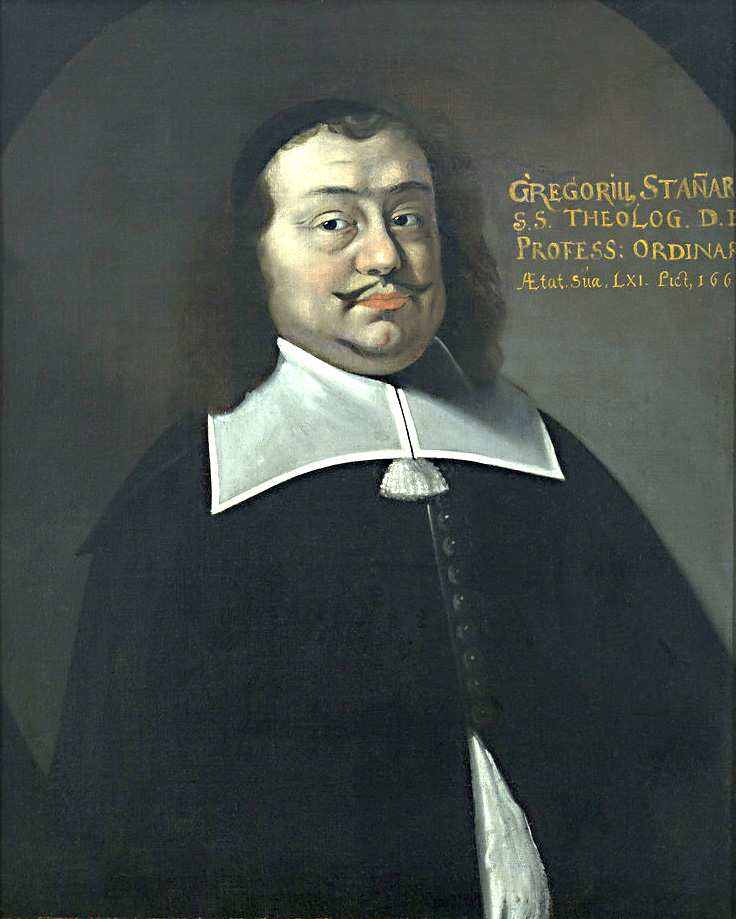
Gregorius Stannarius

Gregorius Stannarius (* 6. Januar 1610 in Marburg als Gregor Kangießer; † 13. Januar 1670 ebenda) war ein deutscher reformierter Geistlicher, Theologe und Philosoph.

## Leben
Stannarius war Sohn eines Predigers. Er absolvierte das Pädagogium Marburg und besuchte anschließend die Universität Marburg. Als in den Wirren des Dreißigjährigen Krieges die Abtei Fulda an Hessen fiel, wurde er 1631 reformierter Prediger und Rektor des Seminars in Fulda. 1634 erhielt er eine Stelle als Professor der Philosophie am Collegium Mauritianum in Kassel und zum 2. Februar 1635 eine Professur der Physik an der Universität Kassel. An der Hochschule hatte er 1647 und 1648 das Rektorenamt inne.
Stannarius erhielt, als die Universitäten von Kassel und Marburg am Standort Marburg wieder zusammengelegt wurden, zum 16. Juni 1653 die Professur der Logik, Metaphysik und Physik an der Marburger Universität. Am 20. Juni 1653 erfolgte dort seine Promotion zum Dr. phil. Außerdem war er 1653 und 1654 Dekan der Philosophischen Fakultät. Zum 30. Juni 1660 bekam er die dritte ordentliche Professur der Theologie übertragen. Kurz darauf, am 8. November 1660, wurde er mit der Dissertation De Deo uno & trio zum Dr. theol. promoviert. 1666 hatte er das Dekansamt an der Theologischen Fakultät inne und in den Jahren 1657 und 1669 das Rektorenamt der Universität.

## Werke (Auswahl)
- Systema canonum logicorum, Kassel 1644.
- De Deo uno & trio, Marburg 1660.
- Collegium logicum problematicum, Marburg 1661.
- Fasciculus disputationum theologicarum Marburgi habitarum, Kassel 1665.